# 리얼리티 킹스
리얼리티 킹스(영어: Reality Kings)는 미국의 포르노그래피 제작사이다. 2012년 9월 맨윈 (현 마인드기크)이 인수하였다. 리얼리티 킹스는 폰허브 네트워크의 일부이다. 2020년 1월 기준으로 트래픽 순위는 11,460이다.